# 千代田形
千代田形（ちよだがた）は幕府海軍の、後に日本海軍の軍艦。千代田は江戸城の別称で、形がつくのは同型艦が予定されていたため。

## 概要
幕府軍艦としては初の国産蒸気砲艦で、薩摩藩の「雲行丸」、佐賀藩の「凌風丸」に続く3番目の日本国内で建造された蒸気船。当時の幕府では、江戸湾をはじめとした港湾防御には、砲台を築城するよりも大口径砲を搭載した小型艦を多数配備する方が良いと考えられ、本艦と同じものを20隻量産することが計画されていた。このため1番艦となる本艦は、艦型または級の意として千代田「形」と名付けられたが、結局2番艦以降が建造されることはなかった。

## 艦歴

### 建造
「千代田形」の建造は小野友五郎の小型砲艦による江戸湾警備計画に端を発するもので、文久元年1月に建造命令が出され、小野友五郎、春山弁蔵などが船体設計を行い、建造は石川島、機関製造は長崎製鉄所で行うこととされた。「千代田形」は文久2年5月に起工され、慶応2年5月に完成した。ボイラー製造は文久2年7月に佐賀藩に変更され、三重津浜の造船所で製造された。ボイラー製造を行ったのは田中久重父子であった。

### 戊辰戦争
慶応4年/明治元年（1868年）4月11日、江戸開城にともない幕府海軍の艦船は新政府軍への譲渡が約束されていたが、海軍副総裁榎本武揚がこれを拒否したため、「千代田形」も旧幕府艦隊として館山に向かうが、閏4月13日、軍艦取扱方・勝海舟が館山に行き、榎本と談判の結果、旧幕府艦隊は品川に帰還した。5月29日、「千代田形」は「 長崎丸」「太江丸」と共に館山に到着。旧幕府脱走兵らを収容して奥州へ運送。8月19日、榎本率いる旧幕府軍艦隊の一艦として品川沖を脱出し、9月20日の仙台到着後、「長崎丸」と共に庄内藩の援護に向かう。しかし、庄内藩は既に新政府に降伏していたため、飛島に停泊するが、風雨で「長崎丸」が座礁し、「千代田形」一隻では人員を輸送できず、飛島に閉じ込められる。庄内藩からは降伏勧告が出されるが、拒否。11月になり旧幕府軍がチャーターしていたフランス船が飛島沖を通りかかり、同船に人員を載せることで、11月11日、ようやく蝦夷地箱館港に入港。
明治2年（1869年）3月25日の宮古湾海戦では箱館に待機していた。4月9日に新政府軍の上陸が開始され、「千代田形」は4月24日、箱館に接近する新政府艦隊に応戦した。4月29日夜中、「千代田形」は箱館港で暗礁に乗り上げ座礁。乗員は大砲の火門に釘を打つ、機関の破壊などの工作をして全員脱出したが、これは艦長・森本弘策の判断ミスであり、この後に潮が満ちてきて離礁してしまった。翌日、漂流中の「千代田形」は新政府軍によって発見・拿捕される（この件によって森本は一兵卒に格下げされた）。

### 日本海軍
明治2年（1869年）5月、艦籍を政府軍に移す。艦名「千代田形（艦）」。一時久留米藩に預けられたが、7月20日に久留米藩から返還され、兵部省所管となった。
明治3年2月24日（1870年3月25日）、海軍操練所（後の海軍兵学寮、海軍兵学校)に引き渡され、練習艦として使用された。同年7月（8月頃）に普仏戦争が勃発し、中立を守るために各港に小艦隊が派遣されたが、「第二丁卯」「千代田形」は品川に留まり、同地の警備を行った。翌明治4年3月7日（1871年4月26日）に警備は解かれた。
同年9月28日（11月10日）、「千代田形」と「日進」は艦隊に編入された。11月15日（12月26日）、7等艦に定められた。
明治5年9月29日（1872年10月31日）、造船局所轄となった。
1873年（明治6年）2月2日、主船寮所轄から提督府所轄になったが、3月13日に主船寮所轄に戻された。
1875年（明治8年）11月13日、常備艦とされた。
1877年（明治10年）1月24日、行幸出発に際し、「東」「鳳翔」「孟春」「千代田形」の4隻で小艦隊を編成して金田湾まで見送り、帰途は蒸気機関運転での艦隊運動訓練を行った。
1878年（明治11年）1月6日に横浜港から横須賀に回航。1月26日、6等艦に定められ、『海軍省報告書』によると定員は44人に改正された。なお『海軍省布達』によると同日付で定員38人となっている。また『海軍省報告書』『海軍省布達』によると3月22日付で艦位6等とされている。2月17日に横浜に回航された。
5月11日（または5月13日）、東海鎮守府所轄の練習艦とされた。5月27日、横須賀に回航。7月9日、水雷火御用のために横浜に回航され、翌10日横須賀に戻った。
11月26日、12月4日、12月11日は演習参加の為に横須賀を出港、同日横須賀に帰港した。12月17日、艦隊運動訓練のために横須賀を出港、同日横浜港に入港した。翌18日も艦隊運動訓練のために横浜出港、同日横浜着。12月19日も艦隊運動訓練のために横浜を出港し、同日横須賀に帰港した。
1879年（明治12年）1月15日に練習のために横須賀発、同日横須賀着。同様に練習で1月22日、1月29日、3月5日、2月12日、2月26日、3月12日、4月2日に横須賀を発着した。4月23日は「扶桑」の大砲試験が行われ、その弾着を見るために千代田形は横須賀を発着した。5月2日、7月2日と練習のために横須賀を発着した。
8月27日、コレラ流行のために横須賀から品海に回航、コレラが収まったため10月9日横須賀に戻った。12月9日機関の試運転の為に横須賀を発着した。
1880年（明治13年）1月20日、東海鎮守府所轄の繋泊練習艦とされた。3月15日、練習の為に横須賀を出港し、同日品川着、17日品川発、同日横須賀に戻った。4月1日に横須賀造船所で修理を開始した。1881年（明治14年）6月14日、練習の為に一旦横須賀から品川へ回艦、6月19日横須賀に戻った。
1882年（明治15年）5月12日に修理が完了した。12月31日現在で東海鎮守府所轄の繋泊練習艦となっていた。
1883年（明治16年）2月23日修理について裁可、2月26日に横須賀造船所で修理を開始した。同年12月31日現在で東海鎮守府所轄の繋泊練習艦となっていた。

### 除籍
1888年（明治21年）1月28日除籍。除籍後は千葉県に交付され、日本水産会社に貸与され「千代田丸」となった。その後の消息は不明であるが、1911年（明治44年）に解体されたという。

## 艦長
日本海軍
- （艦長代）三上三郎：明治2年7月20日[42] - 明治2年11月10日[43]
- （艦長代）石川武直（尚一郎）：明治2年11月10日[43] -
- 磯辺包義 大尉：明治4年6月19日（1871年8月5日）[44] - 明治4年7月23日（1871年9月7日）[45]
- 原俊則 大尉：1874年2月24日[46] - 1878年6月3日[47]